# Толочко Роман Романович
Роман Романович Толочко (нар. 25 жовтня 1998, Львів, Україна) — український футболіст, півзахисник Агробізнесу.

## Кар'єра гравця
Народився у Львові, вихованець місцевої СДЮШОР «Карпати» (перший тренер — Тарас Ткачик).
Після завершення футбольної школи уклав з «Карпатами» професійний контракт. За неповних півтора сезони пройшов шлях від юніорського до основного складу львівського клубу. Дебютував за першу команду «зелено-білих» 3 березня 2019 року в програному (0:1) дербі в рамках Прем'єр-ліги проти «Львова». Всього провів за «Карпати» 8 матчів у Прем'єр-Лізі та один — у Кубку України, а також більше сотні — у чемпіонатах U-21 та U-19.
28 серпня 2020 року став гравцем харківського «Металіста 1925». Дебютував за харків'ян вже наступного дня в матчі Кубку України проти «Альянса» (0:2).

## Особисте життя
Батько, Роман Толочко-старший, також був футболістом, по завершенні кар'єри гравця став тренером.